# Minoru Suzuki (Quan chức chính phủ Bộ Nội vụ)
Minoru Suzuki (鈴木 登 Suzuki Minoru, sinh 1893 — ?) là một chính trị gia người Nhật. Ông sinh ra tại Tỉnh Shizuoka. Ông tốt nghiệp Đại học Tokyo. Ông từng là Thống đốc Tỉnh Aomori (1939—1940) và Tỉnh Nagano (1940—1942). Ông cũng từng giữ chức Thị trưởng Kure, Hiroshima (1942—1946).